# ジヒドロフロログルシノール
ジヒドロフロログルシノール（英語: dihydrophloroglucinol）は、フロログルシノールやその他フェノール類の微生物分解経路で発見された化合物である。
フロログルシノールレダクターゼは、ジヒドロフロログルシノールとNADP+を用いて、フロログルシノール、NADPH、H+を生成する。これは、Eubacterium oxidoreducensという細菌種で見られる。